# Флаги Брянской области
Список флагов муниципальных образований Брянской области Российской Федерации.
На 1 января 2020 года в Брянской области насчитывалось 252 муниципальных образования — 6 городских округов, 26 муниципальных районов, 30 городских и 190 сельских поселений.

## Флаги городских округов
| Флаг | Наименование                                   | Дата утверждения               | Номер в ГГР |
| ---- | ---------------------------------------------- | ------------------------------ | ----------- |
|      | Флаг муниципального образования города Брянска | 26 октября 2016                | 10001       |
|      | Флаг городского округа «Город Клинцы»          | 31 января 2024                 | 14717       |
|      | Флаг Новозыбковского городского округа         | 24 апреля 2018 14 февраля 2020 | 11868       |

| Флаг | Наименование                          | Дата утверждения | Номер в ГГР |
| ---- | ------------------------------------- | ---------------- | ----------- |
|      | Флаг Сельцовского городского округа   | 2005             | не внесён   |
|      | Флаг городского округа «город Фокино» | 25 октября 2019  | 12733       |

## Флаги муниципальных округов
| Флаг | Наименование                             | Дата утверждения                | Номер в ГГР |
| ---- | ---------------------------------------- | ------------------------------- | ----------- |
|      | Флаг Стародубского муниципального округа | 20 февраля 2019 11 декабря 2020 | 12283       |
|      | Флаг Жуковского муниципального округа    | 8 июня 2023                     | 14306       |

## Флаги муниципальных районов
| Флаг | Наименование                                      | Дата утверждения | Номер в ГГР |
| ---- | ------------------------------------------------- | ---------------- | ----------- |
|      | Флаг муниципального образования Брасовский район  | 25 октября 2017  | 11594       |
|      | Флаг Гордеевского муниципального района           | 29 октября 2007  | 3672        |
|      | Флаг Дубровского муниципального района            | 20 сентября 2007 | 3671        |
|      | Флаг Дятьковского муниципального района           | 13 августа 2019  | 12547       |
|      | Флаг муниципального образования Злынковский район | 30 января 2019   | 13017       |
|      | Флаг Клетнянского муниципального района           | 29 мая 2025      | 15281       |

| Флаг | Наименование                            | Дата утверждения | Номер в ГГР |
| ---- | --------------------------------------- | ---------------- | ----------- |
|      | Флаг Климовского муниципального района  | 21 апреля 2005   | 1883        |
|      | Флаг Клинцовского муниципального района | 29 сентября 2023 | 14503       |
|      | Флаг Комаричского муниципального района |                  |             |
|      | Флаг Мглинского муниципального района   | 27 марта 2025    | 15215       |
|      | Флаг Севского муниципального района     | 22 октября 2021  | 13764       |
|      | Флаг Суражского муниципального района   | 12 декабря 2024  | 15155       |
|      | Флаг Трубчевского муниципального района | 1 октября 2019   | 12549       |

## Флаги городских поселений
| Флаг | Наименование                           | Дата утверждения | Номер в ГГР |
| ---- | -------------------------------------- | ---------------- | ----------- |
|      | Флаг Комаричского городского поселения | 26 декабря 2018  | 12181       |
|      | Флаг Мглинского городского поселения   | 31 марта 2025    | 15256       |
|      | Флаг Суражского городского поселения   | 10 декабря 2024  | 15157       |

## Флаги сельских поселений
| Флаг | Наименование                                                                    | Дата утверждения | Номер в ГГР |
| ---- | ------------------------------------------------------------------------------- | ---------------- | ----------- |
|      | Флаг Аркинского сельского поселения Комаричского муниципального района          | 14 февраля 2018  | 11750       |
|      | Флаг Брахловское сельское поселение Климовского муниципального района           | 5 октября 2023   | 14542       |
|      | Флаг Быховского сельского поселения Комаричского муниципального района          | 25 мая 2018      | 11922       |
|      | Флаг Великотопальского сельского поселения Клинцовского муниципального района   | 30 мая 2023      | 14313       |
|      | Флаг Ветлевского сельского поселения Мглинского муниципального района           | 2 апреля 2025    | 15252       |
|      | Флаг Влазовичского сельского поселения Суражского муниципального района         | 26 ноября 2024   | 15159       |
|      | Флаг Гулёвского сельского поселения Клинцовского муниципального района          | 13 июня 2023     | 14316       |
|      | Флаг Дегтярёвского сельского поселения Суражского муниципального района         | 21 июня 2024     | 15048       |
|      | Флаг Дубровского сельского поселения Суражского муниципального района           | 29 ноября 2024   | 15161       |
|      | Флаг Игрицкого сельского поселения Комаричского муниципального района           | 24 мая 2018      | 11965       |
|      | Флаг Истопского сельского поселения Климовского муниципального района           | 7 августа 2023   | 14505       |
|      | Флаг Каменскохуторского сельского поселения Климовского муниципального района   | 28 ноября 2023   | 14639       |
|      | Флаг Кирилловского сельского поселения Климовского муниципального района        | 28 сентября 2023 | 14506       |
|      | Флаг Коржовоголубовского сельского поселения Клинцовского муниципального района | 25 мая 2023      | 14317       |
|      | Флаг Краснокосаровского сельского поселения Мглинского муниципального района    | 7 апреля 2025    | 15254       |
|      | Флаг Кулажского сельского поселения Суражского муниципального района            | 3 декабря 2024   | 15163       |
|      | Флаг Лакомобудского сельского поселения Климовского муниципального района       | 12 сентября 2023 | 14508       |
|      | Флаг Литижского сельского поселения Комаричского муниципального района          | 15 мая 2017      | 11536       |
|      | Флаг Лопазненского сельского поселения Суражского муниципального района         | 22 декабря 2023  | 14718       |
|      | Флаг Лопандинского сельского поселения Комаричского муниципального района       | 14 мая 2018      | 11924       |
|      | Флаг Лопатенского сельского поселения Клинцовского муниципального района        | 8 июня 2023      | 14319       |

| Флаг | Наименование                                                                 | Дата утверждения | Номер в ГГР |
| ---- | ---------------------------------------------------------------------------- | ---------------- | ----------- |
|      | Флаг Марьинского сельского поселения Комаричского муниципального района      | 7 декабря 2017   | 11639       |
|      | Флаг Медведовского сельского поселения Клинцовского муниципального района    | 18 мая 2023      | 14321       |
|      | Флаг Митьковского сельского поселения Климовского муниципального района      | 15 сентября 2023 | 14510       |
|      | Флаг Нивнянского сельского поселения Суражского муниципального района        | 24 мая 2024      | 15050       |
|      | Флаг Новоропского сельского поселения Климовского муниципального района      | 21 сентября 2023 | 14512       |
|      | Флаг Новоюрковичского сельского поселения Климовского муниципального района  | 24 октября 2023  | 14544       |
|      | Флаг Овстугского сельского поселения Жуковского муниципального района        | 27 апреля 2018   | 11874       |
|      | Флаг Овчинского сельского поселения Суражского муниципального района         | 25 сентября 2024 | 15080       |
|      | Флаг Первомайского сельского поселения Клинцовского муниципального района    | 13 июня 2023     | 14323       |
|      | Флаг Плавенского сельского поселения Климовского муниципального района       | 15 сентября 2023 | 14514       |
|      | Флаг Рековичского сельского поселения Дубровского муниципального района      | 11 августа 2017  | 11596       |
|      | Флаг Рожновского сельского поселения Клинцовского муниципального района      | 12 мая 2023      | 14325       |
|      | Флаг Сачковичского сельского поселения Климовского муниципального района     | 18 сентября 2023 | 14516       |
|      | Флаг Симонтовского сельского поселения Мглинского муниципального района      | 3 апреля 2025    | 15258       |
|      | Флаг Смолевичского сельского поселения Клинцовского муниципального района    | 25 мая 2023      | 14327       |
|      | Флаг Смотровобудского сельского поселения Клинцовского муниципального района | 14 июня 2023     | 14329       |
|      | Флаг Сытобудского сельского поселения Климовского муниципального района      | 22 августа 2023  | 14518       |
|      | Флаг Усожского сельского поселения Комаричского муниципального района        | 21 февраля 2018  | 11752       |
|      | Флаг Хороменского сельского поселения Климовского муниципального района      | 30 октября 2023  | 14547       |
|      | Флаг Челховского сельского поселения Климовского муниципального района       | 5 октября 2023   | 14549       |
|      | Флаг Чуровичского сельского поселения Климовского муниципального района      | 24 октября 2023  | 14551       |

## Флаги упразднённых муниципальных образований
| Флаг | Наименование                               | Дата утверждения | Номер в ГГР | Примечания |
|      | Флаг Новозыбковского муниципального района | 17 февраля 2011  |             | Законом Брянской области от 2 апреля 2019 года № 18−З с 10 июня 2019 года все муниципальные образования Новозыбковского муниципального района были объединены с муниципальным образованием города Новозыбков в Новозыбковский городской округ |
|      | Флаг городского округа «Город Стародуб»    | 20 февраля 2019  | 12283       | Законом Брянской области от 29 мая 2020 года № 47−З с 1 августа 2020 года все муниципальные образования Стародубского муниципального района были объединены с городским округом «Город Стародуб» в Стародубский муниципальный округ           |
|      | Флаг Стародубского муниципального района   | 22 февраля 2011  | 7304        | Законом Брянской области от 29 мая 2020 года № 47−З с 1 августа 2020 года все муниципальные образования Стародубского муниципального района были объединены с городским округом «Город Стародуб» в Стародубский муниципальный округ           |

## Упразднённые флаги
| Флаг | Наименование                                   | Дата утверждения | Дата отмены     |
| ---- | ---------------------------------------------- | ---------------- | --------------- |
|      | Флаг муниципального образования города Брянска | 11 сентября 1998 | 27 апреля 2016  |
|      | Флаг муниципального образования города Брянска | 27 апреля 2016   | 26 октября 2016 |

| Флаг | Наименование                                       | Дата утверждения | Дата отмены    |
| ---- | -------------------------------------------------- | ---------------- | -------------- |
|      | Флаг муниципального образования «город Новозыбков» | 26 декабря 2002  | 24 апреля 2018 |